# Camp X-Ray (filme)
Camp X-Ray (bra: Marcados pela Guerra) é um filme de drama independente americano de 2014 baseado no centro de detenção Camp X-Ray no campo de detenção da Baía de Guantánamo. O filme é a estreia na direção de Peter Sattler, que também escreveu o roteiro. É estrelado por Kristen Stewart e Peyman Moaadi com John Carroll Lynch, Lane Garrison e Joseph Julian Soria em papéis coadjuvantes. O filme estreou em 17 de janeiro de 2014, no Festival de Cinema de Sundance de 2014 na categoria de competição dramática dos EUA e lançado em 17 de outubro de 2014, pela IFC Films.

## Enredo
O filme conta a história de uma jovem mulher, Amy Cole, (Kristen Stewart), que larga sua vida pacata e sufocante de uma cidade do interior dos EUA para se alistar para o exército. Nisso ela vê uma esperança de ir para o Iraque e assim, entrar em contato com uma nova cultura.
Mas essa esperança é interrompida, quando ela acaba sendo enviada para uma missão em um local completamente diferente do que ela esperava, uma prisão em Guantánamo, no sudoeste de Cuba. Lá acaba encontrando uma vida rotinada por ódio e abuso de líderes muçulmanos, e junto a ela acaba criando uma amizade polêmica com Ali (interpretado por Peyman Moaadi), um jovem sujeito que está preso no local há 8 anos. Como duas pessoas em lados opostos de uma guerra, eles lutam para encontrar o seu caminho através do atoladeiro ético da Baía de Guantánamo . No processo, eles formam um improvável vínculo que muda a ambos.

## Elenco
- Kristen Stewart como PFC Amy Cole / Referida como "Blondie" por Ali durante todo o filme. O primeiro nome da personagem é desconhecida até o impasse de Ali e Cole[7]
- Peyman Moaadi como Ali Amir (creditado como Paymen Maadi)[8]
- Julia Duffy como Betty Cole
- John Carroll Lynch como COL James Drummond
- Lane Garrison como CPL "Randy" Ransdell / Referido como "Mop-Top" por Ali
- Joseph Julian Soria como PFC Rico Cruz
- Tara Holt como PFC Mary Winters
- Ser'Darius Blain como PFC Raymond Jackson
- Cory Michael Smith como PFC Bergen
- Mark Naji como Detento #1
- Anoop Simon como Detento #2
- Robert Tarpinian como detido nº 3
- Yousuf Azami como Ehan
- Marco Khan como Mahmoud
- Kyle Bornheimer como Night Shift CO
- Nawal Bengholam como locutor
- LaDell Preston como IRF #1
- Daniel Leavitt como IRF #2

## Produção
Em 6 de fevereiro de 2014, a IFC Films anunciou a aquisição dos direitos norte-americanos do filme. Shooting Stars LLC adquiriu os direitos de distribuição do filme nos Emirados Árabes Unidos. A EDGE Entertainment distribuirá Camp X-Ray na Dinamarca, Finlândia, Noruega e Suécia. O filme foi distribuído no Líbano e no Iraque com data de lançamento em 30 de outubro de 2014.

### Filmagens
A produção de Camp X-Ray ocorreu em Los Angeles e Whittier, Califórnia. A fotografia principal começou em 17 de julho de 2013 e terminou em meados de agosto. O local usado para filmar as cenas da prisão foi o abandonado Fred C. Nelles Youth Correctional Facility em Whittier, Califórnia.

## Promoção e marketing
O filme passou para a pós-produção no final do verão de 2013. Os efeitos especiais foram editados por Comen VFX. Em 5 de dezembro de 2013, foi anunciado que o filme iria estrear em 17 de janeiro no Festival de Cinema de Sundance na categoria Competição Dramática dos EUA. Em 3 de julho de 2014, dez novas imagens do filme foram lançadas. IFC Films lançou o trailer oficial em 8 de agosto de 2014 em seu canal no YouTube.
Camp X-Ray é classificado como R pela MPAA por sua linguagem e breves imagens de nudez. O filme tornou-se disponível em cinemas selecionados e através de serviços de vídeo sob demanda, incluindo iTunes Movies e Amazon.com Video, a partir de 17 de outubro de 2014. O filme também foi uma seleção para o Festival de Cinema de Atlantic, Festival de Cinema Americano de Deauville, Festival de Cinema de Londres, Festival de Cinema de Abu Dhabi, Festival Internacional de Cinema de Leiden, Festival Internacional de Cinema de Hof, e do Festival Internacional de Cinema de Estocolmo.
Camp X-Ray estreou com uma exibição especial em 6 de outubro de 2014, na cidade de Nova York.

## Trilha sonora
A trilha sonora de Camp X-Ray inclui "Kettering" do álbum Hospice da banda The Antlers[carece de fontes?] E "Concrete City" por Shyan Selah. A música "You There" de Aquilo é apresentada no trailer lançado pela IFC Films.
A trilha sonora original de Jess Stroup para a trilha sonora do filme lançada no iTunes pela Lakeshore Records em 14 de outubro de 2014.

## Recepção

### Bilheteria
O filme estreou em 17 de outubro, sendo exibido em um cinema na cidade de Nova York. O filme arrecadou US$ 1 316. O filme se expandiu para três telas em sua segunda semana e registrou um aumento de 134% de US$ 3 080. Em 9 de novembro, o filme arrecadou US$ 9 837. O filme também estreou em vídeo sob demanda e alcançou a 12ª posição no total de lançamentos no iTunes. Camp X-Ray arrecadou US$ 50 744 nos Emirados Árabes Unidos.

## Resposta crítica
Camp X-Ray estreou no Festival de Cinema de Sundance com críticas geralmente positivas, com elogios específicos às performances de Stewart e Moaadi. A revisão do site Rotten Tomatoes dá-lhe uma classificação "Certified Fresh", com 75% de 59 críticos de cinema, dando ao filme uma crítica positiva e tem uma classificação média de 6,4 em 10 com o consenso dos críticos: "O tratamento que Camp X-Ray dá ao assunto parece superficial, mas se beneficia muito de um par de atuações impressionantes de Kristen Stewart e Peyman Moaadi." No Metacritic, o filme tem uma pontuação de 54 em 100, com base em 25 críticos, indicando "críticas mistas ou médias".
David Rooney, do The Hollywood Reporter, fez uma crítica positiva ao filme, chamando-o de "Um drama sombrio, mas convincente, que usa seu cenário como um pano de fundo provocante em vez de um ponto de debate" e elogiando os atores principais dizendo que "Stewart, apresentando talvez ela melhor trabalho cinematográfico até agora como uma guarda militar inexperiente, contra uma caracterização igualmente convincente de Maadi como a detida de longa data que perfura sua concha." Marlow Stern do The Daily Beast escreveu: "no final de Camp X-Ray, você é conquistado pela mudança em camadas de Stewart como Cole e Maadi como o desafiador Ali. É um papel perfeitamente adequado às suas forças - vulnerabilidade e coragem oculta - e poucas atrizes jovens, com exceção de Jennifer Lawrence, pode segurar um close-up como Stewart." Rob Nelson em sua crítica do filme para a Variety disse que "Camp X-Ray é mais louvável por retratar os militares dos EUA do ponto de vista feminino" e que "Os dois protagonistas (Stewart e Maadi) são excelentes e joguem um com o outro habilmente." Scott Mendelson da Forbes escreveu: "Kristen Stewart é envolvente e Peyman Moaadi evita o clichê "nobre selvagem" com facilidade. As performances são mais fortes do que o filme que as contém, mas como o filme é principalmente de duas mãos, isso não é uma falha totalmente fatal." Matt Zoller Seitz de RogerEbert.com deu ao filme três estrelas e elogiou a direção de Peter Sattler, assim como Stewart e Maadi. Seitz escreveu sobre Stewart que: "Existem closes com qualidade de filme mudo onde você pode ler cada flutuação em seu humor, mesmo que ela mal mova um músculo. Esta é uma verdadeira atuação de estrela de cinema." Seitz observou que, "A relação entre Amy, um tipo forte e silenciosa, e Ali, um provocador tagarela, tem uma sensação de filme dos anos 70".
Xan Brooks do The Guardian deu ao filme duas de cinco estrelas, ecoando elogios pela atuação, dizendo "Moaadi (tão bom quanto o pai astuto de A Separation) está adequadamente angustiado como Ali, enquanto Stewart lida bem como sua guarda prisional pensativa, constantemente tentando ser mais durona do que ela. É um papel que nos lembra a excelente performer que ela era em Into the Wild e Adventureland", mas criticou o filme em geral, dizendo "os coadjuvantes são pouco mais que estereótipos de oportunidades iguais (islamistas espumando; grunhidos brutais), enquanto o diálogo é um barulho de exposição simples, com a intenção de nos contar tudo, mas explicar muito pouco ". Eric Kohn da Indiewire criticou o roteiro e direção dizendo que "o roteiro frustrante de Sattler" e "É uma afirmação poderosa sobre as perspectivas de ser preso por intenções equivocadas, o que infelizmente se aplica ao próprio Camp X-Ray", mas no final elogiou o desempenho de Stewart. Owen Gleiberman da Entertainment Weekly deu ao filme uma crítica negativa, dizendo que "também é um filme plano" e disse que Stewart foi mal interpretada no papel como "ela não tem dureza, nem coragem, nem calosidades em sua pele."

### Prêmios e indicações
O escritor / diretor Peter Sattler foi indicado ao Humanitas Prize na categoria Sundance. O diretor de elenco Richard Hicks ganhou uma indicação ao Artios Awards de Destaque em Elenco - Baixo Orçamento - Drama. Women Film Critics Circle também indicou Kristen Stewart para Melhor Atriz e o filme para "Melhor Filme sobre Mulheres". Stewart também foi indicada para o prêmio The Razzie Redeemer Awards.